# Piper wingfieldii
Piper wingfieldii är en pepparväxtart som beskrevs av J.A. Steyermark. Piper wingfieldii ingår i släktet Piper och familjen pepparväxter. Inga underarter finns listade i Catalogue of Life.